# Bandera de Tosagua
La bandera del cantón Tosagua de la Provincia de Manabí es el estandarte oficial del cantón Tosagua, en la costa ecuatoriana que representa la identidad de uno de los cantones  más prósperos de la provincia de Manabí en el Ecuador.

## Autoría
La bandera de Tosagua fue creada por la Sra. Consuelo Mendoza de Garzón. 

## Diseño
Su forma es rectangular compuesta por un cuarto blanco, en este lugar lleva tres estrellas, una roja que significa la parroquia urbana Tosagua, y dos azules que simbolizan a las parroquias rurales Ángel Pedro Giler y San José de Bachillero un cuarto amarillo y otra mitad longitudinal dividida en tres franjas iguales de colores verde, blanco y verde.

## Simbolismo
- Blanco: El cuarto blanco significa la nobleza del alma generosa de sus hijos. La franja longitudinal blanca habla del algodón que constituye uno de los productos más sobresalientes del cantón.
- Amarillo: El cuarto amarillo indica la riqueza que brinda la naturaleza, junto con el trabajo fecundo de sus hijos.
- Verde: El verde significa el verdor que rodea a todos los campos de Tosagua